# Pitajo de Piura
Ochthoeca piurae
Espèce
Statut de conservation UICN

 NT  : Quasi menacé
Le Pitajo de Piura (Ochthoeca piurae) est une espèce de passereau de la famille des Tyrannidae,.

## Distribution
Cet oiseau vit dans les Andes du nord-ouest du Pérou (du département de Piura à celui d'Ancash),,.